# Majoshevskaya
Majoshevskaya (del ruso: Махошевская) es una stanitsa del raión de Mostovskói del krai de Krasnodar, en Rusia. Está situada en la cabecera del río Fars, afluente del Labá, tributario del Kubán, entre las llanuras de Kubán-Priazov y el Cáucaso occidental, 32 km al noroeste de Mostovskói y 127 km al sudeste de Krasnodar, capital del krai. Tenía 1 630 habitantes en 2010.
Es cabeza del municipio Majoshevskoye.

## Historia
La localidad fue fundada en 1862 en el territorio previamente ocupado por la subetnia adigué majoshevtsy.